# Canoagem nos Jogos Olímpicos de Verão de 2000 - K-1 500 m feminino
A competição feminina do K-1 500m da canoagem nos Jogos Olímpicos de Verão de 2000 foi realizada entre os dias 27 de setembro e 1 de outubro de 2000.

## Medalhistas
|  | ITA Itália  |  | CAN Canadá      |  | AUS Austrália   |
|  | Josefa Idem |  | Caroline Brunet |  | Katrin Borchert |

## Resultados

### Eliminatórias
17 concorrentes participaram em duas baterias. As três primeiras colocadas de cada bateria avançaram para as finais. Do quarto ao sétimo lugar qualificaram-se para a semifinal juntamente com a atleta mais rápida em oitavo lugar.
| Bateria 1 de 2 Data: Quarta-feira, 27 de setembro de 2000 | Bateria 1 de 2 Data: Quarta-feira, 27 de setembro de 2000 | Bateria 1 de 2 Data: Quarta-feira, 27 de setembro de 2000 | Bateria 1 de 2 Data: Quarta-feira, 27 de setembro de 2000 | Bateria 1 de 2 Data: Quarta-feira, 27 de setembro de 2000 | Bateria 1 de 2 Data: Quarta-feira, 27 de setembro de 2000 |
| Posição                                                   | Total                                                     | Atleta                                                    | Nação                                                     | Tempo                                                     | Qual.                                                     |
| --------------------------------------------------------- | --------------------------------------------------------- | --------------------------------------------------------- | --------------------------------------------------------- | --------------------------------------------------------- | --------------------------------------------------------- |
| 1                                                         | 4                                                         | Caroline Brunet                                           | CAN Canadá                                                | 1:51.558                                                  | QF                                                        |
| 2                                                         | 6                                                         | Anna Olsson                                               | SWE Suécia                                                | 1:52.785                                                  | QF                                                        |
| 3                                                         | 7                                                         | Elżbieta Urbańczyk                                        | POL Polônia                                               | 1:53.202                                                  | QF                                                        |
| 4                                                         | 9                                                         | Sanda Toma                                                | ROU Romênia                                               | 1:54.738                                                  | QS                                                        |
| 5                                                         | 10                                                        | Manuela Mucke                                             | GER Alemanha                                              | 1:54.870                                                  | QS                                                        |
| 6                                                         | 12                                                        | Marcela Erbanová                                          | SVK Eslováquia                                            | 1:55.782                                                  | QS                                                        |
| 7                                                         | 13                                                        | Ursula Profanter                                          | AUT Áustria                                               | 1:56.118                                                  | QS                                                        |
| 8                                                         | 15                                                        | Anna Hemmings                                             | GBR Grã-Bretanha                                          | 1:59.190                                                  | QS                                                        |
| 9                                                         | 17                                                        | Inna Osypenko                                             | UKR Ucrânia                                               | 2:02.712                                                  |                                                           |

| Bateria 2 de 2 Data: Quarta-feira, 27 de setembro de 2000 | Bateria 2 de 2 Data: Quarta-feira, 27 de setembro de 2000 | Bateria 2 de 2 Data: Quarta-feira, 27 de setembro de 2000 | Bateria 2 de 2 Data: Quarta-feira, 27 de setembro de 2000 | Bateria 2 de 2 Data: Quarta-feira, 27 de setembro de 2000 | Bateria 2 de 2 Data: Quarta-feira, 27 de setembro de 2000 |
| Posição                                                   | Total                                                     | Atleta                                                    | Nação                                                     | Tempo                                                     | Qual.                                                     |
| --------------------------------------------------------- | --------------------------------------------------------- | --------------------------------------------------------- | --------------------------------------------------------- | --------------------------------------------------------- | --------------------------------------------------------- |
| 1                                                         | 1                                                         | Josefa Idem                                               | ITA Itália                                                | 1:49.889                                                  | QF                                                        |
| 2                                                         | 2                                                         | Rita Kőbán                                                | HUN Hungria                                               | 1:50.777                                                  | QF                                                        |
| 3                                                         | 3                                                         | Ruth Nortje                                               | RSA África do Sul                                         | 1:51.047                                                  | QF                                                        |
| 4                                                         | 5                                                         | Katrin Borchert                                           | AUS Austrália                                             | 1:52.187                                                  | QS                                                        |
| 5                                                         | 8                                                         | Nataša Janić                                              | YUG Iugoslávia                                            | 1:54.395                                                  | QS                                                        |
| 6                                                         | 11                                                        | Kathryn Colin                                             | USA Estados Unidos                                        | 1:55.373                                                  | QS                                                        |
| 7                                                         | 14                                                        | María Teresa Portela                                      | ESP Espanha                                               | 1:59.153                                                  | QS                                                        |
| 8                                                         | 16                                                        | Sayuri Maruyama                                           | JPN Japão                                                 | 2:00.833                                                  | QS                                                        |

Classificação geral
| Baterias Classificação geral | Baterias Classificação geral | Baterias Classificação geral | Baterias Classificação geral | Baterias Classificação geral | Baterias Classificação geral | Baterias Classificação geral |
| Posição                      | Atleta                       | Nação                        | Bateria                      | Posição (bat.)               | Tempo                        | Qual.                        |
| ---------------------------- | ---------------------------- | ---------------------------- | ---------------------------- | ---------------------------- | ---------------------------- | ---------------------------- |
| 1                            | Josefa Idem                  | ITA Itália                   | 2                            | 1                            | 1:49.889                     | QF                           |
| 2                            | Rita Kőbán                   | HUN Hungria                  | 2                            | 2                            | 1:50.777                     | QF                           |
| 3                            | Ruth Nortje                  | RSA África do Sul            | 2                            | 3                            | 1:51.047                     | QF                           |
| 4                            | Caroline Brunet              | CAN Canadá                   | 1                            | 1                            | 1:51.558                     | QF                           |
| 5                            | Katrin Borchert              | AUS Austrália                | 2                            | 4                            | 1:52.187                     | QS                           |
| 6                            | Anna Olsson                  | SWE Suécia                   | 2                            | 2                            | 1:52.785                     | QF                           |
| 7                            | Elżbieta Urbańczyk           | POL Polônia                  | 1                            | 3                            | 1:53.202                     | QF                           |
| 8                            | Nataša Janić                 | YUG Iugoslávia               | 2                            | 5                            | 1:54.395                     | QS                           |
| 9                            | Sanda Toma                   | ROU Romênia                  | 1                            | 4                            | 1:54.738                     | QS                           |
| 10                           | Manuela Mucke                | GER Alemanha                 | 1                            | 5                            | 1:54.870                     | QS                           |
| 11                           | Kathryn Colin                | USA Estados Unidos           | 2                            | 6                            | 1:55.373                     | QS                           |
| 12                           | Marcela Erbanová             | SVK Eslováquia               | 1                            | 6                            | 1:55.782                     | QS                           |
| 13                           | Ursula Profanter             | AUT Áustria                  | 1                            | 7                            | 1:56.118                     | QS                           |
| 14                           | María Teresa Portela         | ESP Espanha                  | 2                            | 7                            | 1:59.153                     | QS                           |
| 15                           | Anna Hemmings                | GBR Grã-Bretanha             | 1                            | 8                            | 1:59.190                     | QS                           |
| 16                           | Sayuri Maruyama              | JPN Japão                    | 2                            | 8                            | 2:00.833                     |                              |
| 17                           | Inna Osypenko                | UKR Ucrânia                  | 1                            | 9                            | 2:02.712                     |                              |

### Semifinal
A semifinal foi disputada em bateria única, as três melhores classificaram-se para a final.
| Bateria 1 de 1 Data: Sexta-feira, 29 de setembro de 2000 | Bateria 1 de 1 Data: Sexta-feira, 29 de setembro de 2000 | Bateria 1 de 1 Data: Sexta-feira, 29 de setembro de 2000 | Bateria 1 de 1 Data: Sexta-feira, 29 de setembro de 2000 | Bateria 1 de 1 Data: Sexta-feira, 29 de setembro de 2000 |
| Posição                                                  | Atleta                                                   | Nação                                                    | Tempo                                                    | Qual.                                                    |
| -------------------------------------------------------- | -------------------------------------------------------- | -------------------------------------------------------- | -------------------------------------------------------- | -------------------------------------------------------- |
| 1                                                        | Katrin Borchert                                          | AUS Austrália                                            | 1:53.070                                                 | QF                                                       |
| 2                                                        | Nataša Janić                                             | YUG Iugoslávia                                           | 1:55.482                                                 | QF                                                       |
| 3                                                        | Ursula Profanter                                         | AUT Áustria                                              | 1:55.626                                                 | QF                                                       |
| 4                                                        | Manuela Mucke                                            | GER Alemanha                                             | 1:55.794                                                 |                                                          |
| 5                                                        | Sanda Toma                                               | ROU Romênia                                              | 1:56.310                                                 |                                                          |
| 6                                                        | Kathryn Colin                                            | USA Estados Unidos                                       | 1:57.000                                                 |                                                          |
| 7                                                        | María Teresa Portela                                     | ESP Espanha                                              | 1:58.932                                                 |                                                          |
| 8                                                        | Marcela Erbanová                                         | SVK Eslováquia                                           | 1:59.472                                                 |                                                          |
| 9                                                        | Anna Hemmings                                            | GBR Grã-Bretanha                                         | 1:59.664                                                 |                                                          |

### Final
A canadense Caroline Brunet havia vencido os três últimos campeonatos mundiais da ICF e ficou invicta neste evento por mais de dois anos. Ventos fortes atrasaram a final em cinco horas. A canadense liderou na metade do caminho, mas foi ultrapassada pela italiana Josefa Idem, competindo em sua quinta Olimpíada. Idem derrotou Brunet por meio comprimento de barco.
| Final Date: Sunday 1 October 2000 | Final Date: Sunday 1 October 2000 | Final Date: Sunday 1 October 2000 | Final Date: Sunday 1 October 2000 |
| Posição                           | Atleta                            | Nação                             | Tempo                             |
| --------------------------------- | --------------------------------- | --------------------------------- | --------------------------------- |
| 1                                 | Josefa Idem                       | ITA Itália                        | 2:13.848                          |
| 2                                 | Caroline Brunet                   | CAN Canadá                        | 2:14.646                          |
| 3                                 | Katrin Borchert                   | AUS Austrália                     | 2:15.138                          |
| 4                                 | Nataša Janić                      | YUG Iugoslávia                    | 2:16.506                          |
| 5                                 | Elżbieta Urbańczyk                | POL Polônia                       | 2:18.018                          |
| 6                                 | Rita Kőbán                        | HUN Hungria                       | 2:19.668                          |
| 7                                 | Ruth Nortje                       | RSA África do Sul                 | 2:20.274                          |
| 8                                 | Ursula Profanter                  | AUT Áustria                       | 2:20.598                          |
| 9                                 | Anna Olsson                       | SWE Suécia                        | 2:24.774                          |